# Hipòlit (gegant)
Hipòlit (en grec antic: Ἱππόλυτος) va ser un gegant de la mitologia grega, fill de la terra, Gea, i nascut de la sang d'Urà, quan Cronos el va castrar.
Se'l menciona a la Gigantomàquia, on era rival d'Hermes. Segons Apol·lodor, Hermes portava l'elm d'Hades que el tornava invisible, i així el va poder matar. L'humà que va rematar a Hipòlit, (els gegants només podien morir si col·laboraven un déu i un mortal) va ser Hèracles, que li va disparar una fletxa.